# Franzbrötchen

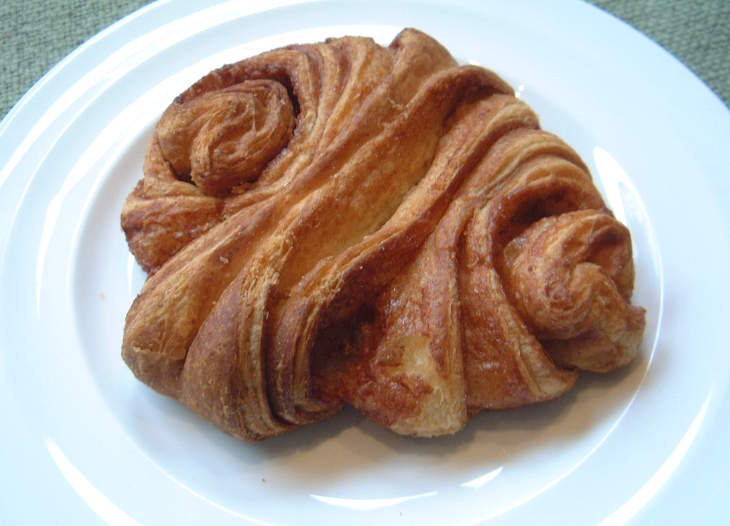
Franzbrötchen

Franzbrötchen – pieczywo z ciasta francuskiego lub ciasta drożdżowego, które jest wypełnione cukrem i cynamonem. Franzbrötchen jest specjalnością kuchni hamburskiej i często jest podawana z kawą i ciastem. Pierwotnie znane tylko w regionie Hamburga, od początku XXI wieku Franzbrötchen jest znane także w innych miastach w Niemczech.